# Військові окупації Радянським Союзом

Радянська сфера впливу в Центральній та Східній Європі зі змінами кордонів унаслідок вторгнення та військових операцій Другої світової війни

Під час Другої світової війни СРСР окупував і анексував кілька країн, фактично переданих нацистською Німеччиною в таємному пакті Молотова — Ріббентропа 1939 року. Сюди входили східні краї Польщі (включені до двох різних РСР), а також Латвія (стала Латвійською РСР), Естонія (стала Естонською РСР), Литва (стала Литовською РСР), частина Східної Фінляндії (стала Карело-Фінською РСР) та східної Румунії (стала Молдавською РСР та частиною Української РСР). Окрім пакту Молотова — Ріббентропа та повоєнного поділу Німеччини, СРСР також окупував і анексував Закарпатську Україну в 1945 році, яка увійшла до складу УРСР.
Нижче наведено списки різних форм військових окупацій СРСР, що випливають як із радянського пакту з нацистською Німеччиною, так і з наступної холодної війни після перемоги союзників над Німеччиною.

## Україна (1917—1921)
Проголошення Української Народної Республіки викликало невдоволення більшовицького уряду Російської Соціалістичної Федеративної Радянської Республіки в Петрограді й була розпочата радянсько-українська війна проти Української Народної Республіки. 9 (22) грудня 1917 року червоногвардійські загони окупували Харків. 11 (24) грудня року більшовики відкрили у завойованому місті альтернативний Всеукраїнський з'їзд рад, що проголосив утворення Радянської Української Народної Республіки зі столицею у Харкові як автономії Радянської Росії. 25 грудня 1917 (7 січня 1918) року 30-тисячна російська більшовицька армія розпочала загальний наступ на Київ. 16 (29) січня 1918 року відбувся бій під Крутами в якому Студентський Курінь з 300 бійців був розбитий 4-тисячним більшовицьким загоном. 26 січня (8 лютого) 1918 року більшовицькі війська під командуванням Муравйова захопили Київ, столицю УНР.
Після укладення Берестейського миру (9 лютого 1918) і домовленості з німецьким і австрійським урядами про звільнення України від більшовицької окупації, українські частини разом з німецькими і австрійськими частинами повели успішні бої на Правобережжі під Житомиром, Бердичевом, Козятином, Бучею і 1 березня 1918 звільнили Київ.
Друга фаза радянсько-української війни розпочалася під час антигетьманського повстання, очолюваного Директорією УНР. 17 листопада 1918 у Москві створено Тимчасовий Робітничо-Селянський Уряд України, який з допомогою частин Червоної армії на чолі з В. Антоновим-Овсієнко, Й. Сталіном і В. Затонським, без оголошення війни, у грудні 1918 почав з Курська наступ на Україну. Проти цієї агресії Директорія вислала радянському урядові ноти протесту. 5 січня 1919 з Москви надійшла нота народного комісара закордонних справ РСФРР, у якій стверджувалося, що військ РСФРР в Україні нема, а проти Директорії воює армія «українського радянського уряду, який є цілком незалежний». Під час війни на окупованій ними українській території більшовики створили маріонетковий радянський уряд УСРР. Після підписання Варшавського договору (22 квітня 1920) почався польсько-український наступ на більшовиків. Польська армія і дві українські дивізії, а також армія, що повернулася з Зимового походу, почали наступ проти більшовиків. Уже 7 травня 1920 дивізія М. Безручка разом з польськими частинами увійшла до Києва (Київська операція війська польського). Однак ці початкові успіхи були перекреслені контрнаступом більшовицької армії С. Будьонного, який за червень-серпень здобув територію біля річки Збруч, і згодом зайняв велику частину Галичини і Волині та через Замостя прямував на Варшаву. Усі операції були припинені 18 жовтня 1920 р., коли польський уряд підписав запропоноване російською стороною перемир'я. Тоді Армія УНР в числі 23 000 бійців сама продовжувала боротьбу проти більшовицьких військ до 21 листопада 1920, коли під тиском переважаючих військ мусила перейти Збруч на територію польської держави, де була інтернована.
Під час польсько-радянської війни 1920 року керівництво РСФРР створило Галицьку Соціалістичну Радянську Республіку як політичну структуру та плацдарм для подальшої комуністичної експансії на Захід. 19 вересня 1920 до Тернополя увійшли сили 6-ї польської армії та Дієвої армії УНР, а 21 вересня відбувся постфактум розпуск Галревкому і повітревкомів.
18 березня 1921 року РРФСР, УСРР й Польща підписали Ризький мирний договір, згідно з яким територія України розділялася річкою Збруч. Уряд УНР не був допущений до переговорів. 30 грудня 1922 року РСФРР, УСРР, БСРР і ЗСФРР уклали договір про утворення СРСР. Однак договір по суті не було ратифіковано та підписало з РСФРР. У 1932—1933 роках відбувся акт геноциду проти українського народу вчинений радянським урядом — Голодомор.
17 вересня 1939 року був перетнутий польський кордон на підставі секретного пункту пакту Молотова-Ріббентропа між Радянським Союзом та нацистською Німеччиною, окупувавши українські території з метою нібито «захистити» українську і білоруську меншини в час розпаду польської держави. 22 червня 1941 року почалася німецька окупація України, яка закінчилась наприкінці 1944 року, територію Україна знову зайняла Червона армія, яка продовжувала репресії проти українців. З початком розпаду Радянського Союзу розпочався процес відновлення незалежності України й створення держави Україна. Український уряд у вигнанні проіснував до 1991 року.

## Польща (1939—1956)
Польща була першою країною, окупованою СРСР під час Другої світової війни. Секретний протокол пакту Молотова — Ріббентропа передбачав розкол Польщі між СРСР та нацистською Німеччиною. У 1939 р. Загальна площа польських територій, окупованих СРСР (включаючи територію , віддану Литві та анексовану в 1940 р. Під час утворення Литовської РСР), становила 201 015 квадратних кілометрів з населенням 13,299 млн. Осіб, з них 5,274 млн етнічні поляки та 1,109 млн євреїв.
Після закінчення Другої світової війни СРСР утримував більшість територій, які він окупував у 1939 році, тоді як території площею 21 275 квадратних кілометрів з 1,5 мільйонами жителів були повернуті підконтрольній комуністам Польщі, зокрема райони біля Білостока та Перемишля. У 1944—1947 рр. Понад мільйон поляків було переселено з анексованих територій у Польщу (переважно у відновлені території). Радянські війська (Північна група сил) дислокувалися в Польщі з 1945 по 1993 р. Лише в 1956 р. офіційні угоди між комуністичним режимом у Польщі, встановленими самими Радами, та СРСР визнали присутність цих військ. Отже, багато польських вчених приймають вживання терміна «окупація» для періоду 1945—1956 років. Інші вчені датують радянську окупацію до 1989 року. Польський уряд у вигнанні проіснував до 1990 року.

## Балтійські держави (1940—1991)
Проіснувавши як незалежні країни протягом двадцяти років, країни Балтії були окуповані та незаконно анексовані в червні 1940 р. Отримавши вільну руку від нацистської Німеччини через Німецько-радянський пакт про ненапад та його секретний додатковий протокол від серпня 1939 р. СРСР тиснув на три країни з проханням прийняти свої військові бази у вересні 1939 р. У разі відмови СРСР погрожував здійснити повітряну та морську блокаду і негайно здійснити атаку сотнями тисяч військовослужбовців, приземлених на кордоні. Збройні сили випередили політичну систему цих країн і встановили маріонеткові режими після фальсифікації виборів у червні 1940 року. Радянізація була перервана німецькою окупацією в 1941—1944 роках. Балтійський наступ відновив радянський контроль у 1944—1945 роках і відновив радянізацію, переважно завершену до 1950 року. Примусова колективізація сільського господарства розпочалася в 1947 році, а завершилася після масової депортації в березні 1949 року. Конфісковано приватні фермерські господарства, а фермерів змушено вступати в колгоспи. Збройний рух опору " лісових братів " діяв до середини 50-х років. Сотні тисяч брали участь або підтримували рух; десятки тисяч були вбиті. Радянська влада, яка воювала з лісовими братами, також зазнала втрат у вигляді сотень загиблих. З обох сторін було вбито деяких невинних мирних жителів. Крім того, діяла низка підпільних націоналістичних шкільних груп. Більшість їх членів були засуджені до тривалих термінів ув'язнення. Каральні дії швидко зменшились після смерті Йосипа Сталіна в 1953 році; з 1956–58 рр. значній частині депортованих та політичних в'язнів було дозволено повернутися.
Під час окупації радянська влада вбила, політично заарештувала, незаконно взяла на службу та депортувала сотні тисяч людей. Протягом усього періоду окупації було здійснено безліч інших злочинів проти людства. Крім того, намагаючись забезпечити ідеали комунізму, влада навмисно демонтувала існуючі соціальні та економічні структури та нав'язала нові «ідеологічно чисті» ієрархії. Через це країни Балтії зазнали суттєвих втрат. Наприклад, естонські вчені оцінили економічний збиток, безпосередньо пов'язаний з окупацією після Другої світової війни, у сотні мільярдів доларів США (ВВП Естонії у 2006 році склав 21,28 млрд. Доларів). За оцінками, радянський екологічний збиток Естонії становить близько 4 мільярдів доларів. На додаток до прямих збитків, відстала економіка призвела до сильної нерівности в Північній Європі.
Адже спроба інтегрувати естонське суспільство до радянської системи зазнала невдачі. Хоча збройний опір зазнав поразки, населення залишалося антирадянським. Це допомогло естонцям організувати новий рух опору наприкінці 1980-х, відновити свою незалежність у 1991 році, а потім швидко розвинути сучасне суспільство.
Незважаючи на анексію СРСР в 1940 році, тому правильно говорити про окупацію балтійських держав, посилаючись, зокрема, на відсутність радянського юридичного титулу. Тривала окупація була неортодоксальною. До 1991 року статус трьох країн важливим чином нагадував класичну окупацію: зовнішній контроль з боку несанкціонованих на міжнародному рівні сил та конфлікт інтересів між іноземною державою та жителями. Однак в інших аспектах ситуація сильно відрізнялася від класичної окупації. Як факт включення країн Балтії до складу СРСР як радянських республік без кваліфікації, так і тривалість радянської влади ставлять під сумнів придатність усіх норм окупації з практичної точки зору. Незважаючи на факт анексії, присутність СРСР у країнах Балтії залишалася окупацією sui generis.
Хоча СРСР засудив пакт Молотова — Ріббентропа — безпосереднього попередника окупації — в даний час політика правонаступника СРСР Російської Федерації заперечує, що події становлять окупацію або є незаконними відповідно до (міжнародної)) закони.

## Території Фінляндії (1940)

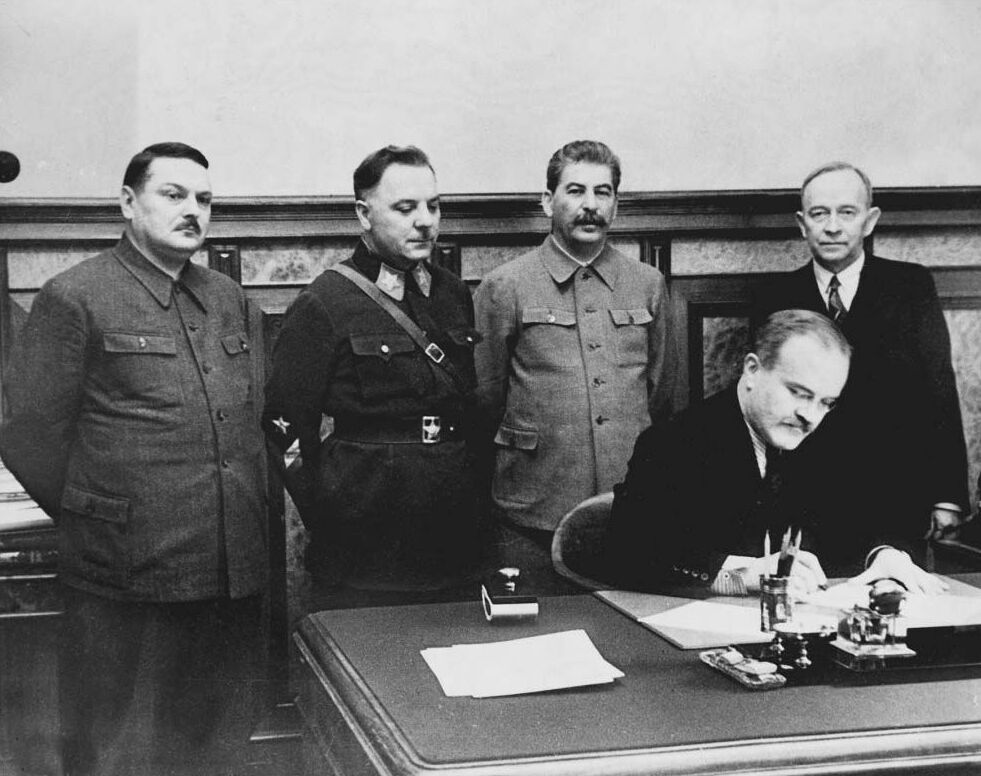
Молотов підписав угоду між СРСР та короткочасною маріонетковою державою Фінською Демократичною Республікою, яка існувала на окупованих територіях під час Зимової війни.

СРСР вимагав перенести фінський кордон далі від Ленінграда, обмінявши одну частину території на іншу. СРСР також наполягав на тому, щоб Фінляндія взяла в оренду півострів Ханько (або подібну територію біля входу до Фінської затоки) для створення військово-морської бази Червоного Балтійського флоту. Однак Фінляндія відмовила, і СРСР вторгся в країну, започаткувавши Зимову війну. СРСР створив Фінську Демократичну Республіку (фін. Suomen kansanvaltainen tasavalta), короткочасний радянський маріонетковий режим на окупованій карельській території. Ради також окупували муніципалітет Петсамо на узбережжі Баренцева моря під час війни.
Московський мирний договір припинив окупаційний стан 12 березня 1940 р., Оскільки Фінляндія була змушена поступитися частинами Карелії. Земля становила 9 % території країни, включала друге за величиною місто Фінляндії Війпурі та значну частину промисловості Фінляндії. Близько 422 000 карелів — 12 % населення Фінляндії — скоріше вибирають евакуацію за новий кордон і втрачають свої будинки, ніж стають радянськими підданими. Військові та цивільне населення, що залишилося, були поспішно евакуйовані. Також Фінляндія повинна була поступитися частиною району Салла, півостровом Рибачі в Баренцевому морі та чотирма островами у Фінській затоці. Передані території були інтегровані в межах Карельської АРСР для формування Карело-Фінської РСР.
Коли воєнні дії відновилися в 1941 році, фінські війська повернули собі втрачені райони, а потім просунулись далі до річки Свір та Онезького озера до кінця року. У наступі радянських військ у 1944 році проти фінів напад Червоної армії був зупинений фінами перед тим, як дійти до кордону 1940 року, або, в єдиному випадку, коли це сталося, Червону Армію було негайно відкинуто завдяки контратакувальним діям Фінляндії. На переговорах, що відбулися після зупинки радянського наступу, фіни далі передали муніципалітет Пецамо СРСР в Московському перемир'ї. Радянські війська відібрали муніципалітет у німців під час наступу Пецамо-Кіркенес. 

## Бессарабія та Північна Буковина (1940)
СРСР, який не визнав суверенітету Румунії над Бессарабією з часів союзу 1918 року, 28 червня 1940 року висунув ультиматум з вимогою евакуювати румунських військових та адміністрацію з оспорюваної території, а також з північної частини Румунської провінції Буковина. Під тиском Москви та Берліна румунська адміністрація та збройні сили відступили, щоб уникнути війни. Адольф Гітлер використав радянську окупацію Бессарабії як виправдання німецької окупації Югославії та Греції та нападу Німеччини на СРСР.

## Після вступу СРСР у війну на стороні союзників

Карта Східного блоку

22 червня 1941 року розпочалася операція «Барбаросса», яка дала початок Східному фронту. Німецькі очолювані країни європейської осі та Фінляндія вторглися в СРСР, тим самим припинивши дії німецько-радянського договору про ненапад. Під час бойових дій між СРСР та Віссю, що призвели до тотальної військової поразки останнього, СРСР повністю або частково окупував територію Німеччини та її супутників, а також території деяких окупованих Німеччиною держав та Австрії. Деякі з них стали радянськими державами-сателітами, а саме: Народна Республіка Польща, Народна Республіка Угорщина, Чехословацька Соціалістична Республіка, Румунська Народна Республіка, Народна Республіка Болгарія, Народна Республіка Албанія ; пізніше Східна Німеччина була сформована на основі радянської зони німецької окупації.

### Іран (1941—1946)
25 серпня 1941 року сили Ірландії та СРСР спільно вторглися в Іран. Метою вторгнення (з кодовою назвою « Операційне забезпечення») було забезпечення іранських нафтових родовищ та забезпечення ліній постачання (див. Перський коридор) для радянських військ, які воювали проти країн Європейської Осі на Східному фронті. СРСР продовжував створювати азербайджанський народний уряд в іранському Азербайджані, окупуючи решту північного Ірану.

### Угорщина (1944)
У липні 1941 року Угорське королівство, яке було членом Тристороннього пакту, взяло участь в операції «Барбаросса» в союзі з нацистською Німеччиною. Угорські війська боролись плечем до плеча з вермахтом і просувалися через Українську РСР углиб Росії, аж до Сталінграда. Однак до кінця 1942 р. Радянська Червона Армія почала відтісняти Вермахт через ряд нападів, що передували посяганню Червоної Армії на угорську територію в 1943–44 рр. У вересні 1944 року радянські війська перейшли до Угорщини, розпочавши Будапештський наступ. Оскільки угорська армія ігнорувала перемир'я з СРСР, підписане урядом Міклоша Хорті 15 жовтня 1944 року, радянські війська пробилися далі на захід проти угорських військ та їх німецьких союзників, які захопили столицю 13 лютого 1945 року. Операції тривали до початку квітня 1945 р., Коли останні німецькі війська та їхні лояльні угорські війська, що залишились, були розбиті та вимушені відійти з країни.
Ради переконалися, що в країні був встановлений лояльний повоєнний уряд, в якому домінували комуністи, перед тим, як передати повноваження від окупаційних військ угорській владі. Присутність радянських військ у країні регулювалося договором про взаємодопомогу 1949 року, укладеним між радянським та угорським урядами. Угорська революція 1956 р. була стихійним загальнонаціональним заколотом проти комуністичного уряду Угорщини та його нав'язаної СРСР політики. Оголосивши готовність до переговорів про виведення радянських військ, радянське Політбюро передумало. 4 листопада 1956 року велика спільна військова сила Варшавського договору на чолі з Москвою увійшла до Будапешта, щоб придушити збройний опір, в результаті чого загинули тисячі мирних жителів.
Після розпаду СРСР останній радянський солдат залишив країну в 1991 році, тим самим припинивши радянську військову присутність в Угорщині.

### Румунія (1944)

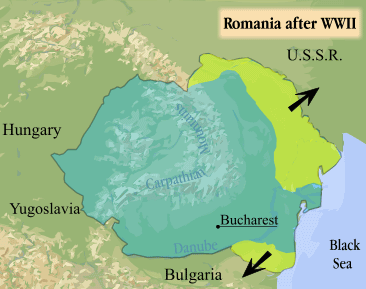
Карта Румунії після Другої світової війни із зазначенням втрачених територій.

Другий наступ СРСР і Кишинева призвів до поразки Румунії, подальшого королівського перевороту та переходу Румунії від Осі до Союзників. Радянські війська дислокувались у цій країні з 1944 по 1958 рр. 12 вересня 1944 року, коли Червона Армія вже контролювала більшу частину території Румунії, було підписано Угоду про перемир'я між Румунією та СРСР, згідно з якою Румунія відступила від території, якою вона керувала раніше у війні, і підпорядкувала себе союзній комісії, що складалася з СРСР, США та Великої Британії. На місцях саме радянське військове командування, а не західні союзники, де-факто здійснювали домінуючу владу. Наявність та вільний рух радянських військ було чітко передбачено в угоді.
Умови Угоди про перемир'я припинилися 15 вересня 1947 року, оскільки набули чинности умови Паризьких мирних договорів 1947 року. Новий договір передбачав виведення всіх військ союзників з Румунії з важливим винятком того, що такий висновок "підпадає під право СРСР утримувати на румунській території такі збройні сили, які можуть знадобитися для підтримки ліній зв'язку радянської армії з радянською зоною окупації в Австрії".
Після угоди радянська присутність впала зі 130 000 військових (пік у 1947 р.) Приблизно до 30 000. Війська були повністю виведені до серпня 1958 року.
Порівнюючи радянську окупацію Румунії з болгарською, Девід Стоун зазначає: "На відміну від Болгарії, Румунія мала мало культурних та історичних зв'язків з Росією і фактично вела війну з СРСР. Як результат, радянська окупація важче обтяжила румунський народ, а самі війська були менш дисциплінованими"

### Болгарія (1944)
5 вересня 1944 р. СРСР оголосив війну Болгарії і 8 вересня вторгся в країну, не зустрівши опору. На наступний день Ради окупували північно-східну частину Болгарії разом із ключовим портовим містом Варна. 8 вересня 1944 р. Болгарія оголосила війну нацистській Німеччині. Гарнізонні загони з офіцерами «Звено» на чолі скинули уряд напередодні 9 вересня після того, як взяли стратегічні ключові пункти в Софії та заарештували міністрів. Новий уряд Вітчизняного фронту був призначений 9 вересня з прем'єр-міністром Кімоном Георгієвим. Радянські війська були виведені в 1947 р.

### Чехословаччина (1944)
Восени 1944 року, коли північна та східна частини Карпатської Русі були захоплені Червоною Армією, урядова делегація Чехословаччини на чолі з міністром Франтішеком Нємцем прибула до Хуста для створення тимчасової чехословацької адміністрації, відповідно до договорів між радянським та чехословацьким урядами від того ж року. Однак через кілька тижнів Червона Армія та НКВС почали перешкоджати роботі делегації, і в Мукачеві під захистом Червоної Армії було створено «Народну раду Закарпатської України». 26 листопада цей орган на чолі з Іваном Туряницею (русином, який дезертирував із чехословацької армії) проголосив волю українського народу відокремитися від Чехословаччини та приєднатися до Радянської України. Після двомісячних конфліктів і переговорів чехословацька урядова делегація вилетіла з Хуста 1 лютого 1945 року, залишивши Карпатську Україну під контролем СРСР. Після Другої світової війни 29 червня 1945 р. між Чехословаччиною та СРСР було підписано договір про офіційне передавання Карпатської України СРСР.
Після захоплення Праги Червоною Армією в травні 1945 р. радянська сторона в грудні 1945 р. вивела всі свої підрозділи з Чехословаччини в рамках угоди про те, що всі радянські та американські війська залишають країну.

### Північна Норвегія (1944—1946) та Борнхольм, Данія (1945—1946)
У 1944—1946 роках радянські війська окупували північну Норвегію та данський острів Борнхольм, стратегічно розташований біля входу в Балтійське море. Наміром Сталіна була спроба отримати бази в цих місцях пізніше війни. Радянський заступник посла запропонував захопити Борнхольм у березні 1945 року, а 4 травня Балтійському флоту було наказано захопити острів.
У травні 1945 року радянські війська сильно бомбардували Борнхольм. Герхард фон Кампц, німецький начальник, який відповідав за оборону острова, не зміг надати письмову капітуляцію, як того вимагали радянські командири, кілька радянських літаків невпинно бомбили і зруйнували понад 800 цивільних будинків у Ронне та Нексо і серйозно пошкодили ще близько 3000 протягом 7–8 травня 1945 року. 9 травня радянські війська висадились на острові, і після короткого бою німецький гарнізон все-таки здався. Радянські війська залишили острів 5 квітня 1946 року.

### Німеччина (1945)
Радянською окупаційною зоною Німеччини був район східної Німеччини, окупований СРСР з 1945 року. У 1949 році вона стала Німецькою Демократичною Республікою, відомою англійською мовою як Східна Німеччина.
У 1955 р. СРСР проголосив Республіку повністю суверенною; однак радянські війська залишались на основі чотирипотсдамської угоди. Оскільки війська НАТО залишались у Західному Берліні та Західній Німеччині, НДР та Берлін, зокрема, стали головними центрами напруженості в холодній війні.
Розділювальний бар'єр між Західною та Східною Німеччиною, Берлінська стіна, відома в СРСР та в Східній Німеччині як «Антифашистський захисний вал» була побудована в 1961 році.
Договір про остаточне врегулювання з повагою до Німеччини, підписаний у Москві, зобов'язував вивести всі радянські сили з Німеччини до кінця 1994 року. Висновок остаточного врегулювання відкрив шлях до об'єднання Східної та Західної Німеччини. Офіційний політичний союз відбувся 3 жовтня 1990 року.
Одним із результатів окупації були діти, яких породили російські солдати або через романтичні стосунки, або в результаті зґвалтування. Ці діти десятиліттями зазнавали соціальної дискримінації, але після виведення військ і розвитку перебудови деякі з цих «Загублених дітей Червоної Армії» робили публічні спроби дізнатися більше про своїх російських батьків.

### Австрія (1945—1955)

Окупаційні зони в Австрії

Радянська окупація Австрії тривала з 1945 по 1955 рр. Наприкінці війни Австрія та Відень були розділені на 4 зони окупації, дотримуючись умов Потсдамської конференції. СРСР експропріював понад 450 підприємств, котрі раніше належали Німеччині, та створив Адміністрацію радянської власности в Австрії, або USIA. Це становило менше 10 % австрійської робочої сили на піку в 1951 р. І менше 5 % австрійського ВВП на той час.
15 травня 1955 року було підписано Австрійський державний договір, який офіційно встановлював незалежність та суверенітет Австрії. Договір був прийнятий 27 липня, а останні війська союзників покинули країну 25 жовтня.

### Маньчжурія (1945—1946)
Радянське вторгнення в Маньчжурію, або Маньчжурська стратегічна наступальна операція (Манчжурська стратегічна науково-дослідна операція), як її назвав СРСР, розпочалася 9 серпня 1945 року з вторгненням СРСР в японську маріонеткову державу Маньчжоу-Го і була найбільшою кампанією радянсько-японської війни 1945 року, яка відновила бойові дії між СРСР і Японською імперією після більш ніж 4 років миру. Завоювання радянськими силами на континенті були Маньчжуру, Менцзян (Внутрішня Монголія) та північнокорейський півострів. Швидка поразка японської Квантунської армії була дуже важливим фактором капітуляції Японії та закінчення Другої світової війни, оскільки Японія зрозуміла, що росіяни були готові та здатні взяти на себе вартість вторгнення на її рідні острови після їх швидкого завоювання Маньчжурії і південного Сахаліну.

### Корея (1945—1948)
У серпні 1945 р. Радянська армія створила Радянську цивільну адміністрацію для управління країною до встановлення внутрішнього режиму. По всій країні були створені тимчасові комітети, які ставили комуністів на ключові посади. У лютому 1946 р. Під керівництвом Кім Ір Сена був утворений тимчасовий уряд під назвою Тимчасовий народний комітет Північної Кореї. Радянські війська відійшли в 1948 році, а через кілька років, намагаючись об'єднати Корею під владою комуністів, спалахнула корейська війна.

### Курильські острови (1945)
Після того, як 14 серпня 1945 року Японія прийняла Потсдамську декларацію і оголосила про припинення війни 15 серпня 1945 року, СРСР розпочав вторгнення на Курильські острови, яке відбулося між 18 серпня і 3 вересня, виселивши японських жителів через два роки.

## Холодна війна

### Угорська революція 1956 року
Угорська революція 1956 р. була стихійним загальнонаціональним заколотом проти комуністичного уряду Угорщини та його нав'язаної СРСР політики. Оголосивши готовність вести переговори про виведення радянських військ, радянське Політбюро передумало і перейшло до розгрому революції. 4 листопада 1956 року велика спільна військова сила Варшавського договору на чолі з Москвою увійшла до Будапешта, щоб придушити збройний опір.
Радянську інтервенцію під кодовою назвою «Операція» Вихор "розпочав маршал Іван Конєв. П'ять радянських дивізій, розташованих в Угорщині до 23 жовтня, були збільшені до загальної чисельности 17 дивізій. Для проведення операції в Угорщину були направлені 8-а механізована армія під командуванням генерал-лейтенанта Хамазаспа Бабаджаняна та 38-а армія під командуванням генерал-лейтенанта Хаджі-Умара Мамсурова з сусіднього Карпатського військового округу.
О 3:00 ранку 4 листопада радянські танки проникали в Будапешті по Пешта стороні Дунаю в двох тяг-один з півдня, і один з північно-таким чином, розщеплення міста навпіл. Броньовані підрозділи перейшли в Буду, і о 4:25 я вистрілив першими пострілами в казарми на Будайрській дорозі. Незабаром радянська артилерійська та танкова стрілянина почулася у всіх районах Будапешта. Операція «Вихор» поєднала удари з повітря, артилерію та скоординовані танково-піхотні дії 17 дивізій. О 8:00 ранку організована оборона міста випарувалася після захоплення радіостанції, і багато захисників повернулися на укріплені позиції. Угорські цивільні особи несли на собі основний бій, і радянським військам часто було неможливо відрізнити військові від цивільних цілей. З цієї причини радянські танки часто підкрадались уздовж головних доріг, стріляючи без розбору в будівлі. Опір Угорщини був найсильнішим у промислових районах Будапешта, які були сильно націлені радянською артилерією та повітряними ударами. Остання кишеня опору вимагала припинення вогню 10 листопада. Загинуло понад 2500 угорців та 722 радянські війська, ще тисячі отримали поранення.

### Чехословаччина (1968—1989)
У 1948 р. Комуністична партія Чехії здобула значну частину голосів у політиці Чехословаччини, що призвело до комуністичного періоду без безпосередньої присутности радянської війська. 50-ті роки характеризувались як репресивний період в історії країни, але до 60-х років місцеве соціалістичне керівництво взяло курс на економічні, соціальні та політичні реформи. Однак низка значних чеських комуністів разом із чеським агентством безпеки зробили змову проти обмеженого впровадження ринкових систем, особистих свобод та оновлення громадських об'єднань (див. Соціалізм з людським обличчям), використовуючи підтримку Росії для зміцнення позицій Комуністичної партії.
Леонід Брежнєв, генеральний секретар Комуністичної партії СРСР, відреагував на ці реформи, оголосивши доктрину Брежнєва, і 21 серпня 1968 року близько 750 000 військовослужбовців Варшавського договору, переважно з СРСР, Польщі, Болгарії та Угорщини, танками і кулемети окупували Чехословаччину, депортували тисячі людей і швидко зірвали з шляху всі реформи. Більшість великих міст були окремо вторгнені та обігнані; однак основна увага вторгнення була зосереджена на Празі, особливо на державних органах, чеському телебаченні та радіо.
Чехословацький уряд провів екстрене засідання і голосно висловив свою незгоду з окупацією. Багато громадян приєдналися до акцій протесту, і до вересня 1968 р. Щонайменше 72 людини загинули та ще сотні постраждали внаслідок конфліктів. За короткий час після окупації, яка поклала край будь-якій надії, яку створила «Празька весна», близько 100 000 людей втекли з Чехословаччини. За весь час окупації виїхало понад 700 000 людей, включаючи значну частину чехословацької інтелігенції. Комуністи у відповідь позбавили громадянство Чехословаччини багатьох із цих біженців та заборонили їм повертатися на батьківщину.
На засіданні Ради Безпеки ООН Яків Малик, посол СРСР при ООН, заявив, що військова інтервенція є відповіддю на запит уряду Чехословаччини. СРСР, який є постійним членом Ради Безпеки  —  з правом вето  —  зміг обійти будь-які резолюції ООН про припинення окупації.
Кінець «Празької весни» став зрозумілим до грудня 1968 року, коли новий президіум Комуністичної партії Чехословаччини прийняв так звані Інструкції «Критичного розвитку в країні та суспільстві» після XIII з'їзду Комуністичної партії Чехословаччини. Під виглядом «нормалізації» всі аспекти неосталінізму були повернуті до повсякденного політичного та економічного життя.
У 1987 р. Радянський лідер Михайло Горбачов визнав, що його лібералізуюча політика гласности та перебудови багато в чому зобов'язана соціалізму Дубчека з людським обличчям. На запитання, яка різниця між Празькою весною та його власними реформами, Горбачов відповів: «Дев'ятнадцять років».
Радянська окупація Чехословаччини закінчилася в 1989 році Оксамитовою революцією, за 2 роки до розпаду СРСР. Останні окупаційні війська залишили країну 27 червня 1991 р.
Під час візиту до Праги у 2007 році Володимир Путін заявив, що відчуває моральну відповідальність за події 1968 року і що Росія їх засудила.

### Афганістан (1979—1989)

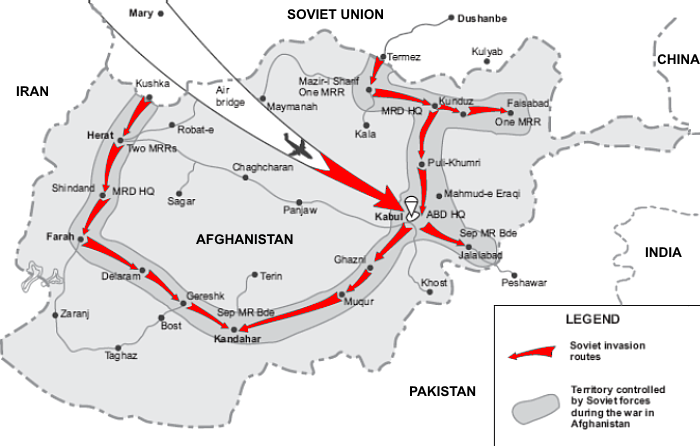
Радянське вторгнення наприкінці грудня 1979 року.

Наукові та історичні відомості стверджували, що Афганістан перебував під впливом СРСР ще в 1919 році, коли Афганістан почав отримувати допомогу для протидії англосфері Сполученого Королівства. Основна радянська технічна допомога, військова допомога та економічні відносини зросли в 50-х роках, а потім у 70-х роках відбулася комуністична революція. Загрожуючи комуністичному уряду Афганістану, уряд запросив вторгнення СРСР в Афганістан, яке розпочалося з наближенням опівночі 24 грудня 1979 року. СРСР організував масовий військовий авіаперевезення до Кабула, в якому брали участь приблизно 280 транспортних літаків та 3 дивізії майже 8 500 чоловік у кожному. Протягом двох днів СРСР захопив контроль над Афганістаном, спочатку забезпечивши Кабул, розгорнувши спеціальний радянський штурмовий підрозділ проти палацу Даруламан, де елементи афганської армії, віддані Хафізулла Амін, чинили жорстокий, але короткий опір. Зі смертю Аміна в палаці Бабрак Кармал, керівник фракції Парчамської партії PDPA, був засланий Радами на посаду нового глави уряду Афганістану.
Пік бойових дій припав на 1985–86 роки. Радянські сили розпочали свої наймасштабніші та найефективніші напади на лінії постачання моджахедів, прилеглі до Пакистану. Великі походи також змусили моджахедів піти в оборону поблизу Герата та Кандагару. 15 лютого 1989 р. Останні радянські війська вилетіли за графіком з Афганістану.

## Подальше читання
- Чеський уряд: радянська окупація Чехословаччини
- Март Лаар, 29 квітня 2007: Чому Росія любить радянські окупаційні пам'ятники?
- Станіслав Кульчицький 17 липня 2007: Чи була Україна в радянській окупації? [Архівовано 7 лютого 2012 у Wayback Machine.]
- Енциклопедія Брітаніка: Латвія. [Архівовано 17 червня 2008 у Wayback Machine.] Радянська окупація та інкорпорація [Архівовано 17 червня 2008 у Wayback Machine.]
- Переговори про перемир'я та радянську окупацію [Архівовано 30 квітня 2011 у Wayback Machine.], частина Румунії: дослідження країни. Вашингтон: GPO для Бібліотеки Конгресу, 1989, під редакцією Рональда Д. Бахмана